# Dennis E. Nolan

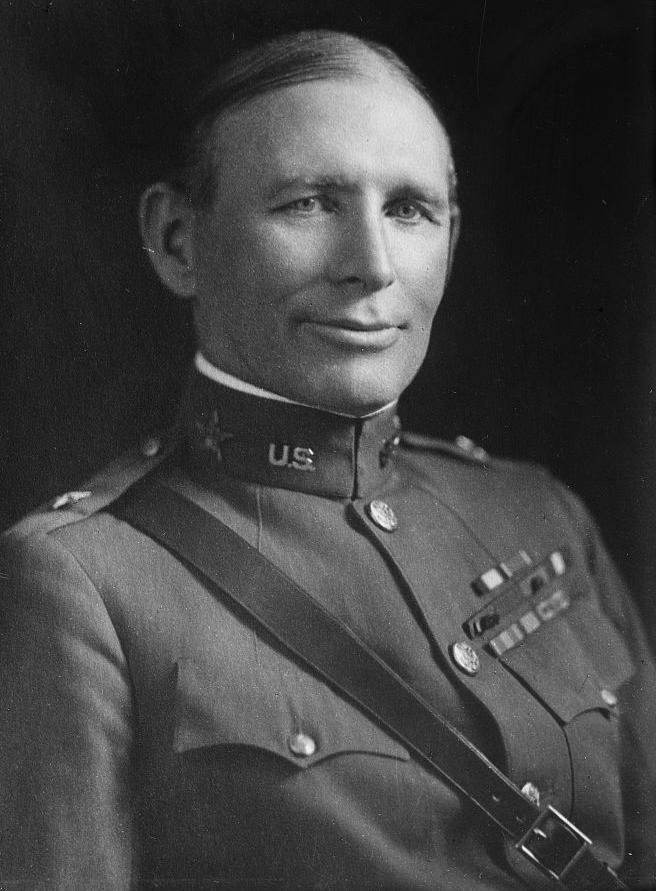
Dennis Nolan als Brigadier General um 1920

Dennis Edward Nolan (* 22. April 1872 in Akron, New York; † 24. Februar 1956 in New York City) war ein US-amerikanischer Offizier der United States Army, zuletzt Major General, der im Ersten Weltkrieg als Chef der militärischen Aufklärung der American Expeditionary Forces (AEF) diente und als Father of American Military Intelligence bezeichnet wird.

## Leben
Nolan wurde als ältestes von sechs Kindern einer irischstämmigen Einwandererfamilie geboren. Er plante ursprünglich, als Lehrer tätig zu werden, und unterrichtete schon während seiner High-School-Zeit an einer Grundschule in seiner Geburtsstadt. Er wollte sich danach an der Cornell University für ein Lehramtsstudium einschreiben, erhielt aber kurzfristig ein Angebot, an der Aufnahmeprüfung für die Militärakademie West Point teilzunehmen, und erreichte die höchste Punktzahl aller Bewerber. Er war kein besonders guter Schüler, aber ein hervorragender Sportler und spielte erfolgreich im Football-Team der Armeekadetten. Nach der Graduierung 1896 wählte er die Infanterie und kam als 2nd Lieutenant zum 3rd Infantry Regiment nach Fort Snelling, Minnesota. Er wurde bald nach Kalifornien zum 1st Infantry Regiment versetzt, das im Presidio von San Francisco stationiert war.
Am Spanisch-Amerikanischen Krieg von 1898 nahm Nolan als assistierender Adjutant einer Brigade der Invasionstruppen auf Kuba teil und war unter anderem an einer kleineren Landung bei Havanna im Mai und an der Schlacht von El Caney im Juli beteiligt. Im Dezember 1898 wurde er zum 1st Lieutenant befördert, später erhielt er für seine Teilnahme an der Kampagne noch zwei Silver Stars. Im 1899 beginnenden Philippinisch-Amerikanischen Krieg diente er im Rang eines Majors der Freiwilligen bei der 11th Volunteer Cavalry ab August 1899 auf der Hauptinsel Luzon. Während dieser Zeit zog er erstmals die Aufmerksamkeit seiner späteren Vorgesetzten John J. Pershing und James Harbord auf sich.
Nolan kehrte 1901 in die USA zurück, wo er heiratete und anschließend im permanenten Rang eines Captain Lehrer an der Militärakademie West Point wurde. Hier unterrichtete er bis 1903 in den Fächern Recht und Geschichte. Er wurde 1903 in den neugebildeten Generalstab der U.S. Army aufgenommen und war bis 1906 in der Division of Military Information in Washington, D.C. tätig. In letzterem Jahr nahm er an einer Tour nach Frankreich teil, wo er im Auftrag des Generalstabs Militärmanöver beobachtete. Nach einer Zeit im Truppendienst wurde Nolan 1907 erneut auf die Philippinen versetzt, wo er bis 1911 bei der Philippine Constabulary tätig war, zuletzt als Inspekteur. Von 1911 bis 1915 war er Regimentsadjutant des 30th Infantry Regiment In Kalifornien und im Fort William H. Seward, Alaska. Ab Mai 1915 diente er wieder beim Washingtoner Generalstab, diesmal in der War College Division unter Tasker H. Bliss, und wurde 1916 zum Major befördert.

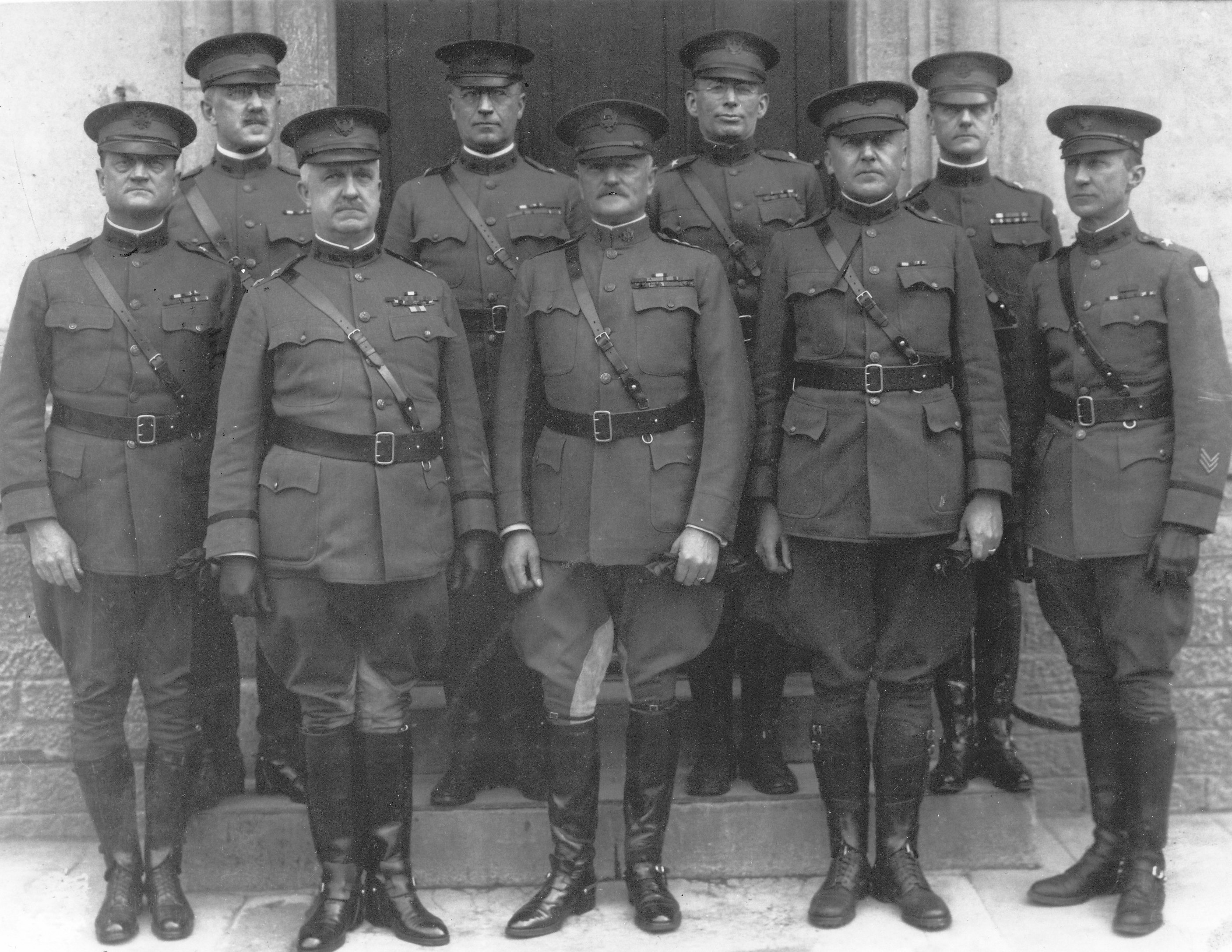
Pershing (Mitte) mit seinem Stab in Chaumont. Nolan rechts hinter Pershing.

Auf Empfehlung von General Harbord wählte ihn General Pershing nach dem Kriegseintritt der USA im April 1917 als seinen Aufklärungschef (Assistant Chief of Staff, G-2) aus. Ende Mai reiste er mit Pershing und dessen Stab an Bord der SS Baltic nach Europa. In Frankreich studierte er zunächst die französischen und britischen Aufklärungsmethoden als Beobachter bei der 3e armée und im britischen Hauptquartier während der Dritten Flandernschlacht und machte dann Pershing seine Vorschläge über die Organisation seines zukünftigen Geschäftsbereichs. Unter anderem führte er Luftbildaufklärung und Funkaufklärung in das Repertoire der US-Armee ein und arbeitete dafür eng mit dem Signal Corps zusammen. Ferner brachte er Erfahrungen mit Schall- und optischer Ortung gegnerischer Batterien, der Befragung von Überläufern und der Auswertung erbeuteter Dokumente ein und sorgte für die Gründung einer eigenen Aufklärungsschule im französischen Langres. Er stellte ferner das Corps of Intelligence Police auf, um Spionageabwehr betreiben zu können, den Vorläufer des Counter Intelligence Corps des Zweiten Weltkriegs. Zu seinen weiteren Aufgaben gehörten Maßnahmen der Zensur und Propaganda. Die bis heute erscheinende Zeitung The Stars and Stripes wurde im Februar 1918 von Offizieren aus Nolans Abteilung gegründet.
Nolan unternahm auch häufige Frontbesuche. Ende September 1918 beobachtete er den Fortschritt der Maas-Argonnen-Offensive, als ihm temporär die Führung einer Brigade der 28th Infantry Division übertragen wurde. Für die erfolgreiche Verteidigung von Apremont am 1. Oktober gegen einen deutschen Gegenangriff wurde er mit dem Distinguished Service Cross ausgezeichnet. Zu seinen weiteren Auszeichnungen dieses Krieges gehörte die Distinguished Service Medal. Er blieb nach dem Kriegsende in Europa, bis er im Juli 1919 zurück in den Generalstab nach Washington berufen wurde.
Er wurde vom temporären Brigadier General zum Major zurückgestuft, erreichte aber schon 1920 den permanenten Rang eines Brigadier General, während er in als Assistant Chief of Staff, Military Intelligence Division diente. Von 1921 bis 1922 befehligte er in Texas die 2nd Field Artillery Brigade, anschließend bis 1923 die 2nd Infantry Division im Fort Sam Houston. Er kam dann als Assistant Chief of Staff, G‑4 zurück in den Generalstab und war von 1924 bis 1926 Deputy Chief of Staff unter dem Chief of Staff of the Army John L. Hines. Im Januar 1925 wurde er zum Major General befördert. Von 1926 bis 1927 diente Nolan als Vertreter des War Department in Genf bei der Vorbereitenden Abrüstungskonferenz des Völkerbundes.
Von 1927 bis 1931 befehligte Nolan das 5th Corps Area mit Sitz in Fort Hayes, Ohio. Von 1931 bis zum Erreichen der gesetzlichen Altersgrenze von 64 Jahren 1936 befehligte er das 2nd Corps Area mit Hauptquartier auf Governors Island, New York. Als im Herbst 1933 die First Army neugebildet wurde, übernahm er zugleich deren Führung. Im Ruhestand war er Vorsitzender eines Komitees des State Department zur 1939 New York World’s Fair. Nach deren Ende wurde er Vorsitzender der New Yorker Citizen's Budget Commission, was er bis 1951 blieb. Von 1938 bis 1940 war er zudem Präsident des Verbandes der Absolventen der United States Military Academy und ab 1940 Präsident des Philippine Club. Er starb 1956 hochgeehrt im Alter von 83 Jahren in New York. Sein Grab befindet sich auf dem Nationalfriedhof Arlington.
1988 wurde Nolan in die Military Intelligence Hall of Fame aufgenommen.